# Oscar Alende

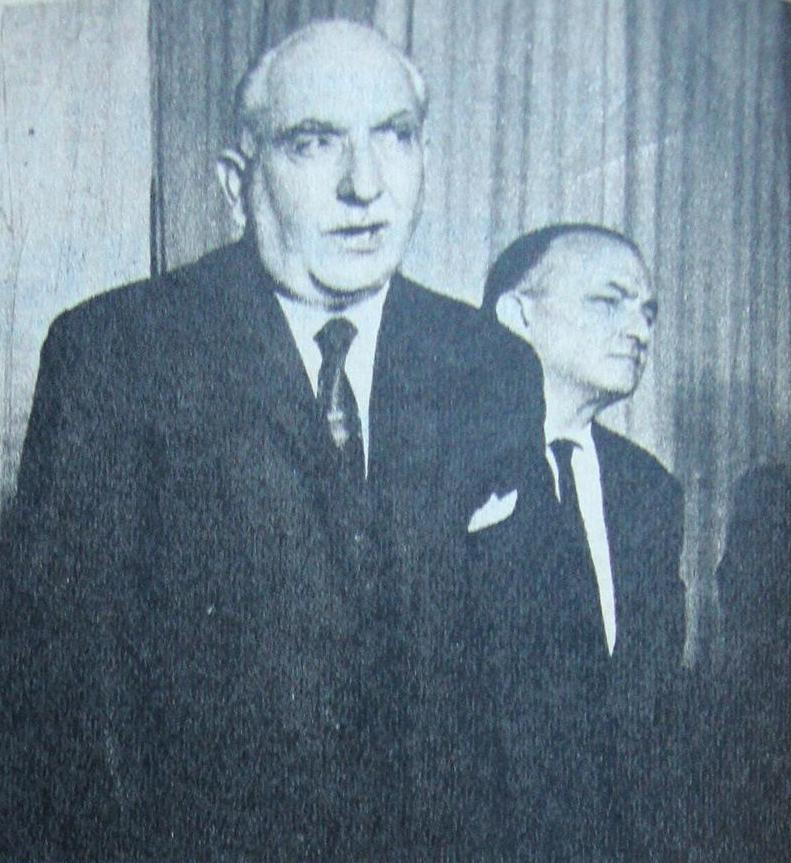
Con Celestino Gelsi en 1965.

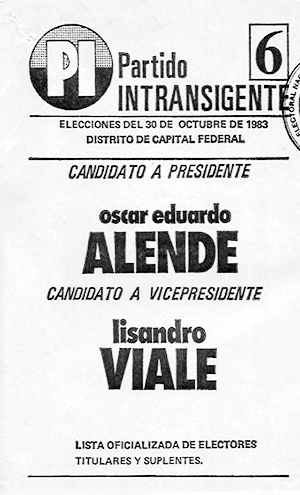
Boleta electoral de Alende-Viale para las Elecciones presidenciales de 1983.

Oscar Eduardo Alende (Maipú, Buenos Aires, 6 de julio de 1909–22 de diciembre de 1996), conocido con el apodo de Bisonte, fue un médico y político argentino, perteneciente a la Unión Cívica Radical, Unión Cívica Radical Intransigente y Partido Intransigente, del que fue fundador.

## Biografía

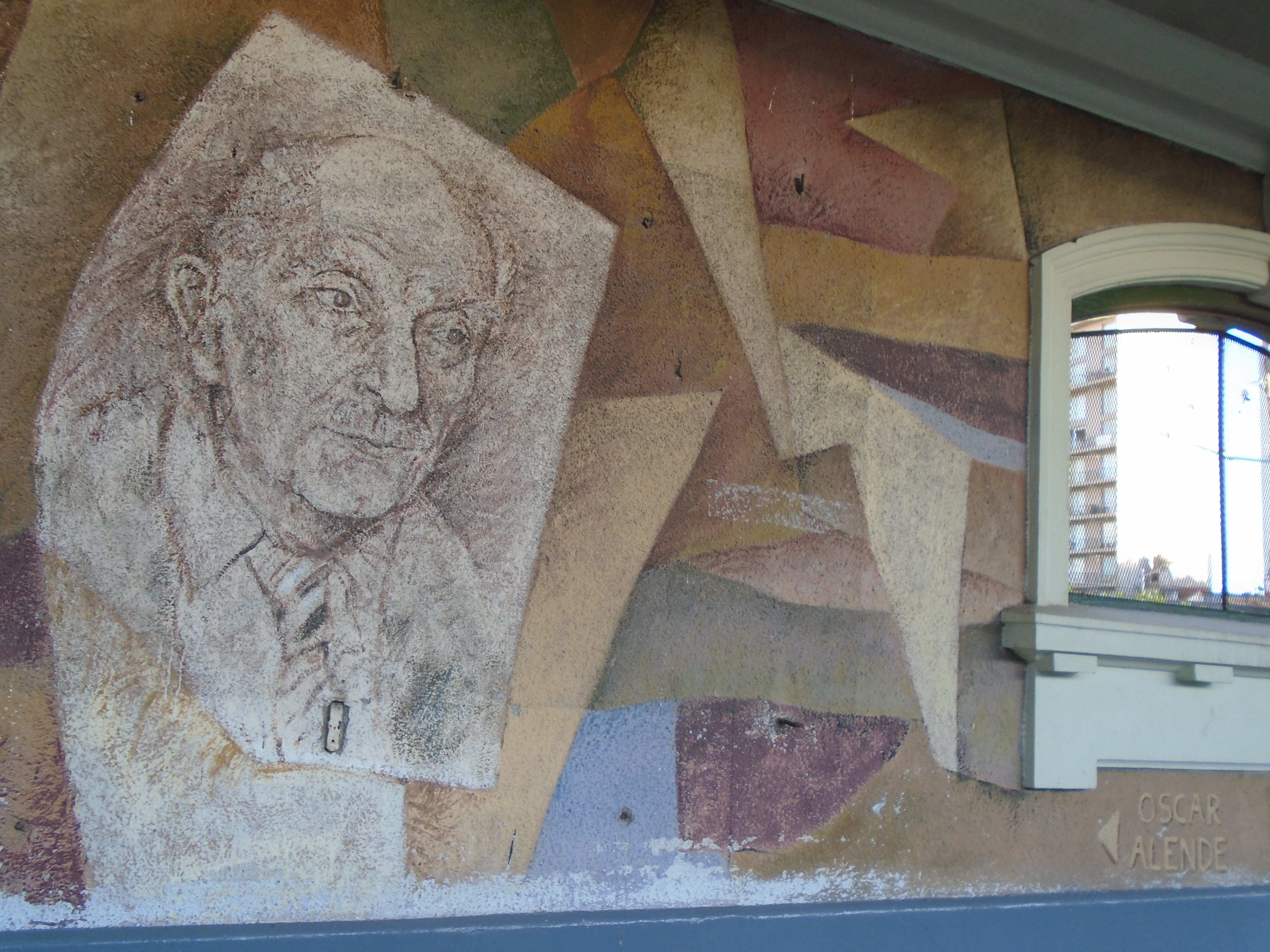
Mural en homenaje a Oscar Alende en la estación Banfield.

Su infancia y estudios primarios transcurrieron en Maipú (Buenos Aires), mudándose a Mar del Plata para asistir a la escuela media. Trabajó desde los 17 años. Su primer trabajo fue de escribiente en la Dirección General de Escuelas de la provincia de Buenos Aires. 
Cursó los estudios secundarios en Mar del Plata y los tres primeros años de Medicina en la Universidad Nacional de La Plata donde adhirió al movimiento de la Reforma Universitaria llegando a ser presidente del Centro de Estudiantes de Medicina y vicepresidente de la Federación Universitaria de La Plata.[cita requerida] Se trasladó a Buenos Aires para finalizar sus estudios recibiéndose de médico en 1933 en la Facultad de Medicina de la Universidad de Buenos Aires. Fue jefe de Cirugía Gastrointestinal del Hospital Rawson de la ciudad de Buenos Aires, profesor de la Escuela Quirúrgica del Hospital Finocchietto y miembro de la Academia Argentina de Cirugía.
Durante gran parte de su vida, tanto política como profesional, vivió en el entonces pueblo de Banfield, casualmente en la calle Maipú al 200, que es la calle principal de la ciudad hasta hoy día. Poseía una casa de dos pisos, casi en la esquina de Belgrano, con un consultorio y un garaje en la planta baja, y sus habitaciones en el primer piso. Durante su gobierno de la provincia, poseía una clínica en la calle Acevedo, compartida con su colega y correligionario, entonces intendente de Lomas de Zamora, Dr Boffi. En ese período sufrió un atentado a bomba, el primero que se recuerda, y la bomba destruyó casi todas las vidrieras de la cuadra y la siguiente, sin, por suerte, herir a nadie.[cita requerida]

### Actividad política
En 1945 fue uno de los firmante de la Declaración de Avellaneda realizada por el sector yrigoyenista intransigente de la UCR. Durante el gobierno de Perón, fue elegido como diputado provincial por la Unión Cívica Radical entre 1948 y 1952 alcanzando la presidencia del bloque. En 1952 fue elegido diputado nacional hasta 1955. 
El 16 de junio de 1955 se produjo el Bombardeo de Plaza de Mayo; como consecuencia, varios diputados fueron encarcelados, entre ellos Oscar Alende y Arturo Frondizi, junto con otros 800 presos políticosFue titular del Partido Intransigente, candidato presidencial por esa fuerza en 1983, y luego elegido diputado nacional para los períodos 1985-1989, 1989-1993 y 1993-1997 en alianza con el PJ.
El 10 de agosto de 1955 denunció ante la Cámara de Diputados que una flota británica se encontraba en aguas territoriales argentinas y pidió que se investigara el hecho pero la mayoría peronista rechazó el pedido. El origen de la denuncia había sido un informe que fuera remitido al comandante en jefe de la Flota de Mar Juan B. Bassi según el cual cuando la flota argentina se hallaba realizando ejercicios frente al Golfo San Matías había captado ecos de radar que indicaban su seguimiento por otras embarcaciones y además el aviador naval Alcides Corvera había grabado trasmisiones por radio en inglés; las autoridades navales restaron importancia al informe pero su contenido llegó en forma confidencial a conocimiento de Frondizi, quien se lo pasó a Alende para su denuncia. Ya derrocado Perón, Alende entrevistó a los agregados navales de Estados Unidos y de Gran Bretaña, quienes le confirmaron que para esa fecha los buques de esas nacionalidades más cercanos estaban a más de 5000 millas de distancia, y quedó satisfecho con sus explicaciones.{{ref name0Gambino/>   
Entre 1955 y 1957 durante el régimen militar conocido como Revolución Libertadora, fue miembro de la Junta Consultiva Nacional. En 1956, cuando se dividió la UCR, formó parte del grupo dirigido por Arturo Frondizi que formó la Unión Cívica Radical Intransigente (UCRI). 
En 1958, cuando Arturo Frondizi es elegido presidente de la Nación, Alende fue elegido gobernador de la Provincia de Buenos Aires.
En 1963 fue elegido para conducir la UCRI y candidato presidencial del partido en las elecciones que perdería contra Arturo Illia (UCRP), de quien sería un fuerte opositor, llegando a declarar tras las elecciones para el Congreso de 1965 que bajo el gobierno de éste el país no tenía "una salida constitucional".
En 1972 fundó el Partido Intransigente (PI) tras ser obligada la UCRI por el gobierno militar a abandonar el uso de "Unión Cívica Radical", nombre que se le dejó en exclusividad a la UCRP. En 1973, como candidato a presidente por la Alianza Popular Revolucionaria, obtuvo el 7,4% de los votos.
Una vez recuperada la democracia en 1983, continuó liderando el Partido Intransigente. Fue candidato presidencial en 1983, y resultó elegido diputado para los períodos iniciados en 1985, 1989 y 1993. A lo largo de la década de 1980 el Partido Intransigente fue la tercera fuerza política nacional, llegando a sumar un millón de votos en las elecciones legislativas de 1985.
En 1989 el Partido Intransigente integró el Frente Justicialista de Unidad Popular, coalición por la cual Alende resultó electo diputado nacional por el período 1989-1993. En 1991 fue candidato a Gobernador de la Provincia de Buenos Aires, integrando fórmula electoral con Moisés Fontela, del denominado " Grupo de los Ocho", diputados peronistas que enfrentaron al Presidente Carlos Menem. Fue reelegido en 1993 como Diputado de la Nación, con mandato hasta diciembre de 1997, período que no llegó a terminar debido a su muerte.
Falleció en Buenos Aires el 22 de diciembre de 1996. Su cuerpo fue velado en el Palacio del Congreso de la Nación Argentina y posteriormente llevado a Lomas de Zamora y enterrado en su cementerio.

## Publicaciones
Oscar Alende publicó varios libros:
- Entretelones de la Trampa  (1964)
- Los que Mueven las Palancas  (1971)
- Marcha al Sur
- Mi Memoria  (1988)
- El País que nos dejan  (1989)[6]
- Qué es el Partido Intransigente  (1983)
- Complot contra la democracia  (1982)
- Cabalgando con Jauretche: testimonios  (1985)

## Cargos
Alende tuvo varios cargos a lo largo de su vida, empezando en su juventud de estudiante:
- Presidente del Centro de Estudiantes de la Universidad Nacional de La Plata (19-19)
- Vicepresidente de la Federación Universitaria de La Plata (19-19)
- Diputado de la Provincia de Buenos Aires (1948-1952)
- Presidente de bloque de la cámara de Diputados de la Provincia de Buenos Aires (1948-1952)
- Diputado de Nacional por la Provincia de Buenos Aires (1952-1955)
- Consejero de la Junta Consultiva Nacional (1955-1957)
- Convencional Constituyente Nacional por la Provincia de Buenos Aires (1957)
- Gobernador de la Provincia de Buenos Aires (1958-1962)
- Presidente del Comité Nacional de la Unión Cívica Radical Intransigente (1963-1972)
- Presidente del Comité Nacional del Partido Intransigente (1983-1996)
- Diputado de Nacional por la Provincia de Buenos Aires (1985-1996)

## Trabajos
- Escribiente en la dirección General de Escuelas de la Provincia de Buenos Aires  (1929)
- Jefe de Cirugía Gastrointestinal del Hospital Rawson
- Profesor de la Escuela Quirúrgica Municipal del Dr. Finochietto

## Elecciones

### Elecciones presidenciales de 1963
El 29 de marzo de 1962, el presidente Arturo Frondizi fue derrocado y detenido por un golpe militar, que resultó en la toma del poder por parte de José María Guido, quien anuló las elecciones provinciales realizadas pocos días antes, proscribió al peronismo, disolvió el Congreso y convocó a nuevas elecciones limitadas y controladas por los militares. Illía había resultado elector gobernador de Córdoba, en esas elecciones, pero no llegó a asumir debido al golpe.
En esas condiciones se realizaron las elecciones del 7 de julio de 1963 en las que resultó elegido Arturo Umberto Illia.
Los resultados fueron los siguientes:
| Elecciones presidenciales de 1963               | Elecciones presidenciales de 1963   | Elecciones presidenciales de 1963 | Elecciones presidenciales de 1963 |
| Fórmula presidencial                            | Partido                             | Votos                             | %                                 |
| ----------------------------------------------- | ----------------------------------- | --------------------------------- | --------------------------------- |
| Arturo Illia - Carlos Perette                   | Unión Cívica Radical del Pueblo     | 2.441.064                         | 25,14                             |
| Votos en blanco                                 | Votos en blanco                     | 1.827.464                         | 18,82                             |
| Oscar Alende - Celestino Gelsi                  | Unión Cívica Radical Intransigente  | 1.593.992                         | 16,41                             |
| Pedro Eugenio Aramburu - Horacio Thedy          | Unión del Pueblo Argentino (UDELPA) | 728.662                           | 7,50                              |
| Horacio Sueldo - Francisco Eduardo Cerro        | Partido Demócrata Cristiano         | 633.934                           | 6,52                              |
| Emilio Olmos - Emilio Jofre                     | Federación de Partidos del Centro   | 499.822                           | 5,14                              |
| Horacio Sueldo - Francisco Cano                 | Partido Demócrata Progresista       | 324.723                           | 3,34                              |
| Alfredo Palacios - Ramón I. Soria               | Partido Socialista Argentino        | 288.339                           | 2,96                              |
| Alfredo Orgaz (extrapartidario) - Rodolfo Fitte | Partido Socialista Democrático      | 258.787                           | 2,66                              |
| Fuente: País Global                             |                                     |                                   |                                   |

### Elecciones presidenciales de marzo de 1973
En 1972 el gobierno militar autodenominado Revolución Argentina convocó a elecciones, con la proscripción indirecta de Juan Domingo Perón, debido a la exigencia de que los candidatos debían tener cierta antigüedad en la residencia en el país, cuando Perón se encontraba exiliado. Las elecciones se realizaron el 11 de marzo de 1973. Las elecciones se realizaban, por primera vez en Argentina, bajo la regla de una segunda vuelta en caso de que el ganador no sumara la mitad más uno de los votos válidos. Cámpora salió primero sin llegar a obtener dicho porcentaje, pero por la pequeña cantidad restante, todos los partidos estuvieron de acuerdo en que no era necesaria la segunda vuelta.
Los resultados fueron los siguientes:
| Elecciones presidenciales de marzo de 1973    | Elecciones presidenciales de marzo de 1973   | Elecciones presidenciales de marzo de 1973 | Elecciones presidenciales de marzo de 1973 |
| Fórmula presidencial                          | Partido                                      | Votos                                      | %                                          |
| --------------------------------------------- | -------------------------------------------- | ------------------------------------------ | ------------------------------------------ |
| Héctor Cámpora - Vicente Solano Lima          | Frente Justicialista de Liberación (FREJULI) | 5.908.414                                  | 49,5                                       |
| Ricardo Balbín - Eduardo Gamond               | Unión Cívica Radical                         | 2.537.605                                  | 21,29                                      |
| Francisco Manrique - Rafael Martínez Raymonda | Alianza Popular Federalista                  | 1.775.867                                  | 15,17                                      |
| Oscar Alende - Horacio Sueldo                 | Alianza Popular Revolucionaria               | 885.201                                    | 7,56                                       |
| Ezequiel Martínez - Leopoldo Bravo            | Alianza Republicana Federal                  | 347.215                                    | 2,96                                       |
| Julio Chamizo - Raúl Ondarts                  | Nueva Fuerza                                 | 234.188                                    | 2,00                                       |
| Américo Ghioldi - René Balestra               | Partido Socialista Democrático               | 109.068                                    | 0,93                                       |
| Juan Carlos Coral - Nora Sciappone            | Partido Socialista de los Trabajadores       | 73.796                                     | 0,63                                       |
| Jorge Abelardo Ramos - José Silvetti          | Frente de Izquierda Popular (FIP)            | 48.571                                     | 0,41                                       |
| Fuente: Todo Argentina.                       |                                              |                                            |                                            |

### Elecciones presidenciales de 1983
Los resultados fueron los siguientes:
| Elecciones presidenciales de 1983        | Elecciones presidenciales de 1983      | Elecciones presidenciales de 1983 | Elecciones presidenciales de 1983 |
| Fórmula presidencial                     | Partido                                | Votos                             | %                                 |
| ---------------------------------------- | -------------------------------------- | --------------------------------- | --------------------------------- |
| Raúl Alfonsín - Víctor Martínez          | Unión Cívica Radical                   | 7.724.559                         | 51,75                             |
| Ítalo Luder - Deolindo Felipe Bittel     | Partido Justicialista                  | 5.995.402                         | 40,16                             |
| Oscar Alende - Lisandro Viale            | Partido Intransigente                  | 347.654                           | 2,33                              |
| Rogelio Julio Frigerio - Antonio Salonia | Movimiento de Integración y Desarrollo | 177.426                           | 1,19                              |
| Fuente: Dirección Nacional Electoral.    |                                        |                                   |                                   |